# HD 70642
HD 70642 — звезда, которая находится в созвездии Корма на расстоянии около 94 световых лет от нас.

## Характеристики
Звезда относится к классу жёлтых карликов главной последовательности. Её масса и диаметр практически эквивалентны солнечным. Светимость составляет 93 % солнечной. Хромосферная активность звезды крайне мала; её возраст оценивается приблизительно в 4 миллиарда лет.

## Планетная система
Планета HD 70642 b, открытая в 2003 году, обращается вокруг родительской звезды на расстоянии около 3,3 а. е. По своим характеристикам планета напоминает Юпитер: она в два раза больше его по массе, а её относительная удалённость от звезды говорит о возможной холодной атмосфере.

## Ближайшее окружение звезды
Следующие звёздные системы находятся на расстоянии в пределах 20 световых лет от HD 70642:
| Звезда     | Спектральный класс | Расстояние, св. лет |
| HR 3270    | A4-7 IIIm          | 5,1                 |
| HR 3421    | G1-4 V-IV          | 6,5                 |
| HR 3497    | G0 V               | 8,8                 |
| CD-42 4577 | G5 V               | 9,1                 |
| CD-34 4160 | G6 V               | 11                  |
| CD-31 5719 | G2 V               | 14                  |
| CD-48 4069 | G8 V               | 18                  |
| CD-29 5555 | G2-4 V-IV          | 20                  |